# کاظم‌آباد (فسا)
کاظم‌آباد (فسا)، روستایی از توابع بخش مرکزی شهرستان فسا در استان فارس ایران است.

## جمعیت
این روستا در دهستان صحرارود قرار دارد و براساس سرشماری مرکز آمار ایران در سال ۱۳۸۵، جمعیت آن ۴۴۹ نفر (۱۰۷خانوار) بوده‌است.